# Chambre de l'assurance de dommages
La Chambre de l’assurance de dommages (ChAD), au Québec, a été créée en vertu de l’article 284 de la Loi sur la distribution de produits et services financiers (L.R.Q., c. D-9.2),, en même temps que son pendant la Chambre de la sécurité financière. Personne morale, sa mission est d'assurer la protection du public en matière d’assurance de dommages et d’expertise en règlement de sinistres. La ChAD veille à la formation continue obligatoire et à la déontologie de plus de 17 000 agents et courtiers en assurance de dommages, ainsi que d'experts en sinistre. Elle encadre de façon préventive et discipline la pratique professionnelle des individus œuvrant dans ces domaines.

## Membres
Les membres de la Chambre de l’assurance de dommages sont :
- courtiers en assurance de dommages (travaillant pour un cabinet de courtage ou à leur compte)
- agents en assurance de dommages (travaillant pour des assureurs)
- experts en sinistre (travaillant pour un assureur ou un cabinet)

La Chambre de l’assurance de dommages veille à la formation continue obligatoire et à la déontologie de ses membres.

## Encadrement
Les professionnels en assurance de dommage sont certifiés par l’Autorité des marchés financiers et encadrés par la Chambre de l'assurance de dommages. Ainsi, les agents, courtiers et experts en sinistre:
- Doivent respecter un code de déontologie
- Doivent suivre de la formation continue
- Peuvent être enquêté par un syndic
- Peuvent voir leur cabinet être inspecté par la Chambre de l'assurance de dommages ou l’Autorité des marchés financiers[6]

## Lois et règlements
Au niveau déontologique et réglementaire, les membres de la Chambre de l’assurance de dommages doivent notamment se conformer aux lois et règlements suivants : 
- Loi sur la distribution de produits et services financiers
- Code de déontologie des représentants en assurance de dommages
- Code de déontologie des experts en sinistres
- Règlement sur la formation continue obligatoire de la Chambre de l'assurance de dommages

Le professionnel qui ne respecte pas ses obligations pourrait être amené devant le comité de discipline de la Chambre de l’assurance de dommages et recevoir une sanction pouvant aller de la réprimande à une radiation temporaire ou permanente en passant par une contravention de plusieurs milliers de dollars, conformément à l’article 156 du Code des professions.

## Discipline
Le comité de discipline entend toute plainte formulée par le syndic contre un professionnel. Les plaintes peuvent provenir d'un consommateur ou de n'importe quel professionnel membre de la Chambre de l’assurance de dommages. Ainsi, un consommateur qui se sent lésé ou un représentant témoin de pratiques non déontologiques peut s'adresser directement à la Chambre de l’assurance de dommages ou au Centre de renseignements de l’Autorité des marchés financiers.

## Coalition pour une relève en assurance de dommages
En 2002, la Coalition pour une relève en assurance de dommages (Coalition) a été constituée à l’initiative de la Chambre de l’assurance de dommages. L'ensemble de l'industrie de l'assurance s'est alors mobilisé en s'associant à cette cause, à son programme et ses activités. La mission de cette coalition consiste à intéresser davantage de candidats aux possibilités de carrières offertes en assurance de dommages et de valoriser l’image des professionnels qui y œuvrent. 
Le conseil d’administration de la Coalition est constitué de 13 administrateurs dirigeants issus de divers organismes ou catégories de membres. Le président-directeur général de la Chambre de l’assurance de dommages est membre du conseil d’administration.

## Historique
- Octobre 2017 - Dépôt du projet de loi 141 à l'Assemblée nationale du Québec, proposant la fusion de la mission de la ChAD à l'Autorité des marchés financiers (Québec) (AMF).
- 13 juin 2018 - Adoption du projet de loi 141 amendé à l'Assemblée nationale du Québec, après avoir retiré le projet de fusion de la ChAD à l'AMF.

## Prix Marcel-Tassé
En 1999, la Chambre de l’assurance de dommages a lancé le prix Marcel-Tassé dans l'objectif d’encourager et mettre annuellement à l'honneur des individus de la relève en assurance de dommages. 
Le prix Marcel-Tassé comporte deux volets, soient: 
- général: s’adressant à la relève titulaire d’un programme d’études collégiales ou universitaires non spécialisé en assurance de dommages;
- spécialisé en assurance de dommages: s’adressant aux finissants du DEC en Conseil en assurances et en services financiers ou d’une AEC en assurance de dommages.

Pour la relève de l'industrie de l'assurance de dommages, les prix Marcel-Tassé constituent une marque de reconnaissance exceptionnelle et s'avèrent une distinction remarquée. Les prix Marcel-Tassé sont chacun assortis d’une bourse de 2 000 $.
Depuis 2020, les prix sont remis par la Coalition pour une relève en assurance de dommages qui entend les réviser à son image et aux besoins de relève de l'industrie.